# Bumbusi
Bumbusi est un site archéologique zimbabwéen entouré du parc national Hwange, dans l'ouest du Zimbabwe.  
Il n'est pas souvent visité à cause de son emplacement éloigné et de son faible profil touristique. Les vestiges du site ressemblent à ceux d'autres sites archéologiques de la tradition du Grand Zimbabwe. Bumbusi est constitué de murs de pierre colossaux, de rochers, de plateformes et des ruines d'habitations. Ses principales structures datent des XVIIIe et XIXe siècles. Les fouilles de 2000 ont révélé les sols de dix-huit habitations d'origine. Le site a été déclaré monument national en 1946. 
En 2008, il a été inscrit sur la liste des cent sites les plus menacés par le World Monuments Watch du World Monuments Fund pour la raison que les animaux sauvages de la réserve naturelle environnante menacent les murs en grès.  